# Brje
Brje ali Breje je dolina ob sotočju obeh Sav na Gorenjskem. Sava Dolinka je pred sotočjem s Savo Bohinjko izdolbla v čelno moreno Bohinjskega ledenika zadnjo, z obeh strani enakomerno zaprto dolino, imenovano na blejski strani Brje, na žirovniški strani pa Breje. Skoznjo še danes ne vodi nobena cesta, niti železnica. Močna, hudourniška reka je rahlo vzvalovano krajino Blejskega kota v preddverju Triglava s tem ločila od prostranih polj dežele pod Stolom, toda samo navidezno, ko se je prebila skozi jezerske usedline in ledeniške nanose in dolino poglobila. Posebnost te doline so lehnjakotvorni izviri, ki nastanejo, ko voda iz njih na vse, kar je okoli nalaga apnenec, ki je raztopljen v vodi. Ker je bilo med in po zadnji poledenitvi na tem območju jezero je bila na dnu več kot 10 meterska plast jezerske krede, to pa še vedno raztaplja voda, ki mezi skoznjo in konča na teh izvirih.
V dolini, ki je zaščitena z občinskim odlokom raste več zaščitenih rastlin, med njimi izjemno ogrožena Loeselova grezovka in rezika. Celotno področje Brja ogrožajo načrti v zvezi s HE Moste, saj je načrtovan izravnalni bazen nove oziroma prenovljene elektrarne, s čimer bi bilo poplavljenih 40 ha področja.